# 稲保村
稲保村（いなほむら）は、愛知県中島郡にかつてあった村。
現在の一宮市大和町於保、稲沢市稲島などに該当する。
村名は、前身となった村名から一文字ずつとった合成地名である。

## 歴史
- 1889年（明治22年）10月1日 - 於保村と稲島村が合併し発足。
- 1906年（明治39年）5月10日 - 分割され、廃止。
  - 旧・於保村の地区は、苅安賀村、三輪村、妙興寺村、高井村、日光村の一部と合併し苅安賀村発足。
  - 旧・稲島村の地区は、稲沢町、一治村、国府宮村、山形村、下津村、中島村の一部、大江村の一部と合併し、改めて稲沢町が発足。
- 1908年（明治41年）4月30日 - 苅安賀村が改称して大和村となる。
- 1951年（昭和26年）3月1日 - 大和村が町制施行して大和町となる。
- 1955年（昭和30年）4月1日 - 大和町が一宮市へ編入される。
- 1958年（昭和33年）11月1日 - 稲沢町が市制施行して稲沢市となる。